# ナイトリンク (クィーンズランド州)
ナイトリンク（NightLink）は、飲酒運転撲滅のために、トランスリンクによってはじめられた、オーストラリア・クィーンズランド州の週末（金曜・土曜）深夜の24時間交通体制のことである。ナイトリンク路線に指定されたバスは、ブリスベンの歓楽街フォーティテュード・ヴァリーや、他のパブエリアを始発とし、25時から30時まで、各路線1時間毎に運行されている。また、29時台に1本、クイーンズランド鉄道の3路線において、列車が運行されている。
- N250はVeoria Transportによる運行
- N555はローガンシティー・バス・サービスによる運行
- その他バスは全てブリスベン・トランスポートによる運行
- 鉄道はクイーンズランド鉄道による運行